# Columna de Marc Aureli

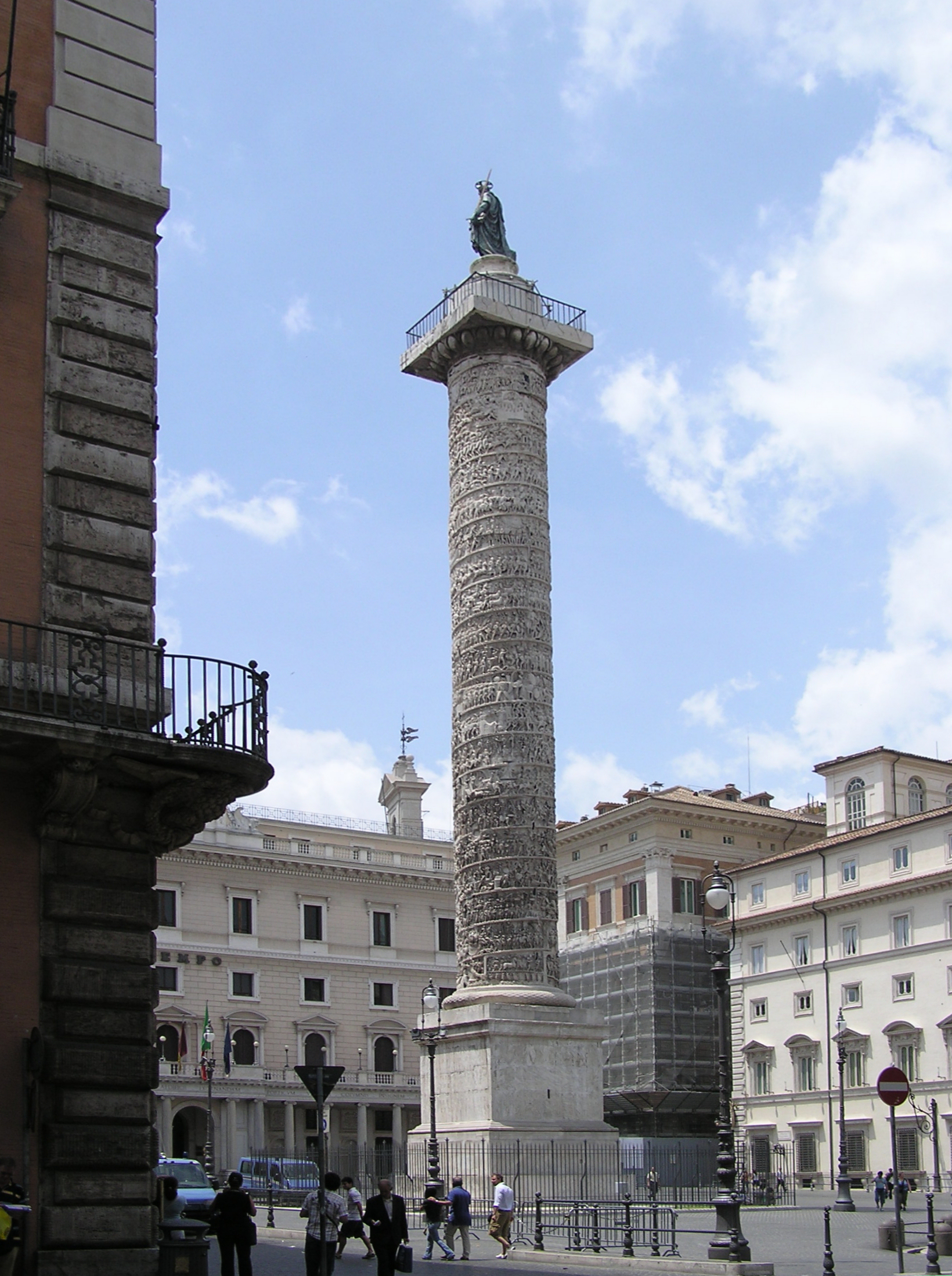
La Columna de Marc Aureli a la Piazza Colonna.

La Columna de Marc Aureli és un monument de la ciutat de Roma que fou construït entre el 176 i el 192 per celebrar, possiblement després de la seva mort, les victòries de l'emperador romà Marc Aureli (161 - 180) contra els pobles germànics dels marcomans, els sàrmates i els quades que es trobaven al nord del curs mitjà del Danubi durant les Guerres Marcomanes.
La columna, de 29,617 metres d'altura, equivalent a 100 peus romans, està situada sobre una base de 10,1 metres fins a totalitzar 39,717 metres d'altura. Està formada per 27 o 28 enormes blocs superposats de marbre de Carrara, d'un diàmetre aproximat de 3,70 metres. Aquests blocs estan foradats i pel seu interior hi ha una escala de cargol de 203 esglaons, il·luminada per petites obertures, que condueix a la terrassa que es troba a la part superior del capitell, d'estil dòric.
Al voltant dels blocs s'enrotlla un fris disposat en espiral, decorat amb baixos relleus, que té una llargada total de 110 metres. En ell es mostren escenes de les batalles i els enemics derrotats pels romans durant les guerres Marcomanes.
Aquesta columna es va inspirar en la columna de Trajà, però, a diferència d'aquesta, les escenes representades no estan en ordre cronològic. Està situada a la Piazza Colonna, al davant del Palau Chigi, de Roma. Posteriorment aquesta columna ha servit d'inspiració per a posteriors estàtues del Renaixement.